# Ангел Артур
«Ангел Артур» (венг. Arthur az angyal) — венгерский рисованный мультипликационный сериал, выпускавшийся с 1959 года по сценарию и замыслу Аттилы Даргаи. Также передавался по телевидению ГДР в чёрно-белом исполнении и в США в цветном исполнении.
В 2001 году компания Icestorm Entertainment выпустила 9 из 12 серий на немецком языке на DVD и видеокассетах. В сентябре 2003 года были выпущены и остальные 3 серии, которые раньше не выпускались на немецком языке; они были синхронизированы для DVD компанией Elektrofilm Synchronstudios. В августе 2004 года на DVD вышли все 12 эпизодов.

## Сюжет
После того, как Артур попал на небо, он захотел отдохнуть от мирских забот. Не тут-то было! Святой Пётр снова и снова посылает его на землю, чтобы помогать людям. При этом Артур постоянно встревает в приключения.